# Fidena aureosericea
Fidena aureosericea är en tvåvingeart som beskrevs av Krober 1931. Fidena aureosericea ingår i släktet Fidena och familjen bromsar.
Artens utbredningsområde är Bolivia. Inga underarter finns listade i Catalogue of Life.